# Space for the Earth
Space for the Earth è il quindicesimo album in studio del gruppo musicale britannico Ozric Tentacles, pubblicato nel 2020.

## Tracce
1. Stripey Clouds – 6:37
2. Blooperdome – 5:43
3. Humboldt Currant – 8:58
4. Popscape – 4:51
5. Climbing Plants – 7:05
6. Space for the Earth – 7:36
7. Harmonic Steps – 6:35

## Formazione
- Ed Wynne – chitarra, basso, tastiera, programmazione
- Silas Neptune – tastiera, sintetizzatore
- Balázs Szende – batteria
- John Egan – kaval
- Nick Van Gelder – batteria
- Gregoor "Gracerooms" Van Der Loo – sintetizzatore
- Paul Hankin – percussioni
- Joie Hinton – tastiera